# M-87 Orkan
El M-87 "Orkan" es un sistema de Artillería de Cohetes Autopropulsado Yugoslavo. Desarrollado en 1963 e inmediatamente aceptado en el servicio por las JNA. Este sistema se usó asiduamente durante las Guerras Yugoslavas.

## Características
El modelo genérico del proyecto M-87 estaba configurado para portar 12 tubos lanzacohetes montados en un camión FAP 2832. Su rango de alcance efectivo es de 50km, y está capacitado para disparar diversas clases de proyectiles, como antiblindados, minas antipersonal, y proyectiles explosivos. De este se llegaron a construir muy pocas unidades, El proyecto Orkan finalizó en la etapa de preproducción en los años 90.

## Historia
El Ingeniero Obrad Vucurovic, Jefe del Departamento de Diseño e Ingeniería Mecánica, a su vez Jefe del Departamento Operativo como oficial del Departamento de Artillería del Instituto Técnico Militar Yugoslavo; fue la cabeza del proyecto así como el gerente y Jefe de ingenieros, quienes junto a él que desarrollaron y gerenciaron la construccuón y producción del proyecto M-87 Okran de artillería de cohetes de Largo Alcance. El vehículo prototipo, basado en un camión FAP 2832 6x6 Serbia lo desarrolló en el M-96 Orkan II con una serie de modificaciones. La más simple fue la de integrar 4 tubos de lanzamiento adicionales de calibre 262 mm, y aparte de esto reemplazar el camíon original para montarlos en camiones rusos del modelo ZIL-135, requiriendo para ello una mínima inversión. El propósito de estas unidades modificadas; dentro de los nuevos pensamientos de la nueva Ideología Yugoslava era la premisa de que los países que copiaban diseños les tomaría al menos desarrollas cinco años desplegarlas en el campo de batalla y/o desarrollar nuevos conceptos. Según sus preceptos, el Orkan es único debido a su habilidad de disparar munición anticarro o minas antipersonal hasta los 50 km de distancia desde su posición de disparo. Esta idea ilustra la finalidad del diseño y la ingeniería involucrada en la construcción del Orkan.
De acuerdo con el Ingeniero Obrad Vucurovic, el jefe operativo y oficial del Departamento de Desarrollo de Artillería del Instituto Técnico Militar, el Orkan nunca ha sido una copia de algún diseño previo.
El sistema M-87 Orkan puede disparas hasta una distancia de 50 km municiones de los siguientes tipos incluyendo:
- Bombas de racimo
- Minas antipersonales
- Minas anti material blindado

## Operadores

### Actuales
- Serbia

4 M-96 Orkan II
- Croacia

4 M-87 Orkan I.

### Anteriores
- Yugoslavia

4
- Irak

8 Lanzaderas Orkan llamadas localmente Ababeel 50

### Desarrollos relacionados
M-63 Plamen
M-77 Oganj

### Armas similares
- LAR-160
- / LAROM
- / TAM VCLC
- Astros II
- Cohete Rayo
- SLM FAMAE
- HIMARS
 MLRS
- / RM-70
- / WR-40 Langusta
- Lanzacohetes múltiple "Teruel"
- / BM-21 Grad
 / BM-30
- / Katyusha
- TOS-1
- // M-63 Plamen
// M-77 Oganj